# Le Châtelet (Cher)
Le Châtelet és un municipi francès, situat al departament de Cher i a la regió de Centre – Vall del Loira. L'any 2007 tenia 1.150 habitants.

## Demografia

### Població
El 2007 la població de fet de Le Châtelet era de 1.150 persones. Hi havia 470 famílies, de les quals 180 eren unipersonals (57 homes vivint sols i 123 dones vivint soles), 176 parelles sense fills, 94 parelles amb fills i 20 famílies monoparentals amb fills.
La població ha evolucionat segons el següent gràfic:
Habitants censats

### Habitatges
El 2007 hi havia 633 habitatges, 488 eren l'habitatge principal de la família, 92 eren segones residències i 53 estaven desocupats. 588 eren cases i 44 eren apartaments. Dels 488 habitatges principals, 332 estaven ocupats pels seus propietaris, 129 estaven llogats i ocupats pels llogaters i 27 estaven cedits a títol gratuït; 7 tenien una cambra, 37 en tenien dues, 95 en tenien tres, 161 en tenien quatre i 188 en tenien cinc o més. 410 habitatges disposaven pel capbaix d'una plaça de pàrquing. A 228 habitatges hi havia un automòbil i a 176 n'hi havia dos o més.

### Piràmide de població
La piràmide de població per edats i sexe el 2009 era:
| Homes | Edats   | Dones |
| ----- | ------- | ----- |
| 0     | 95 o +  | 4     |
| 16    | 90 a 94 | 0     |
| 20    | 85 a 89 | 24    |
| 12    | 80 a 84 | 24    |
| 36    | 75 a 79 | 28    |
| 24    | 70 a 74 | 36    |
| 24    | 65 a 69 | 28    |
| 36    | 60 a 64 | 32    |
| 20    | 55 a 59 | 36    |
| 32    | 50 a 54 | 40    |
| 24    | 45 a 49 | 32    |
| 44    | 40 a 44 | 20    |
| 44    | 35 a 39 | 44    |
| 36    | 30 a 34 | 44    |
| 48    | 25 a 29 | 36    |
| 20    | 20 a 24 | 16    |
| 48    | 15 a 19 | 32    |
| 40    | 10 a 14 | 28    |
| 36    | 5 a 9   | 20    |
| 12    | 0 a 4   | 16    |

## Economia
El 2007 la població en edat de treballar era de 646 persones, 440 eren actives i 206 eren inactives. De les 440 persones actives 347 estaven ocupades (181 homes i 166 dones) i 93 estaven aturades (51 homes i 42 dones). De les 206 persones inactives 102 estaven jubilades, 42 estaven estudiant i 62 estaven classificades com a «altres inactius».

### Ingressos
El 2009 a Le Châtelet hi havia 466 unitats fiscals que integraven 1.006 persones, la mediana anual d'ingressos fiscals per persona era de 15.250 €.

### Activitats econòmiques
Dels 55 establiments que hi havia el 2007, 3 eren d'empreses alimentàries, 7 d'empreses de fabricació d'altres productes industrials, 9 d'empreses de construcció, 11 d'empreses de comerç i reparació d'automòbils, 2 d'empreses de transport, 4 d'empreses d'hostatgeria i restauració, 2 d'empreses financeres, 4 d'empreses de serveis, 8 d'entitats de l'administració pública i 5 d'empreses classificades com a «altres activitats de serveis».
Dels 16 establiments de servei als particulars que hi havia el 2009, 1 era una oficina d'administració d'Hisenda pública, 1 gendarmeria, 1 oficina de correu, 1 una oficina bancària, 2 tallers de reparació d'automòbils i de material agrícola, 1 autoescola, 2 paletes, 1 guixaire pintor, 1 fusteria, 2 lampisteries, 1 electricista i 2 perruqueries.
Dels 9 establiments comercials que hi havia el 2009, 1 era un hipermercat, 2 fleques, 3 carnisseries, 1 una sabateria i 2 floristeries.
L'any 2000 a Le Châtelet hi havia 45 explotacions agrícoles que ocupaven un total de 2.755 hectàrees.

## Equipaments sanitaris i escolars
El 2009 hi havia 1 farmàcia i 1 ambulància.
El 2009 hi havia 1 escola maternal i 1 escola elemental. Le Châtelet disposava d'un col·legi d'educació secundària amb 145 alumnes.

## Poblacions més properes
El següent diagrama mostra les poblacions més properes.